# Wunderwaffe
Wunderwaffe (на български: оръжие-чудо) е термин, въведен от германското министерство на пропагандата като общо название на редица мащабни изследователски проекти, насочени към създаване на нови видове оръжия (като крилати ракети) или нови образци на военна техника. След войната терминът навлиза и в руския език и е широко използван в художествената литература и в периодиката от средата на 1950-те години, а към настоящия момент е признат като общоупотребима чуждица.

## История
През 1943 г. райхсминистърът на въоръженията и военната промишленост Алберт Шпеер заявява: „Продължителна война ще бъде спечелена с помощта на „Оръжието-чудо“. До последните дни на Третия Райх нацистката пропаганда не спира да прокламира Wunderwaffe.
До края на войната немските учени, инженери и технолози правят редица предложения за основните направления на развитие на военната техника на бъдещето, успявайки в някои случаи да представят възгледите си за въоръжението и армията към края на XX век. Самият термин Wunderwaffe не е измислен от конструктори-оръжейници, а от пропагандистите от Имперското министерство на Гьобелс. Това е направено предимно с цел постигане на психологически ефект, поддържане на бойния дух на армията и потискане на паниката сред населението.

## Примери

### Реактивни самолети
- Турбореактивен изтребител Месершмит Me.262 Schwalbe[3].
- Турбореактивен изтребител Heinkel He-162 Salamander[4].

В действителност, използването на реактивни изтребители от нацистите в края на войната успява да затрудни действията на съюзническата авиация, въпреки че през периода 1942 – 1945 г. Германия успява да пусне в експлоатация малък брой от тези самолети (около 2000). Тяхната употреба е ограничена поради остра липса на подходящи пилоти и гориво, както и множество технически проблеми, които конструкторите им не успяват да разрешат. В същото време, през 1945 г. реактивните изтребители на САЩ и Великобритания (съответно: Lockheed F-80 Shooting Star и De Havilland DH.100 Vampire) вече са в серийно производство и могат ефективно да се противопоставят на германската заплаха. Трябва да се отбележи, че в началото на 1945 г. мощността на немските турбореактивни двигатели вече е почти двойно по-малка от тази, на британските и американските, което поставя немската реактивна авиация в губеща позиция.

### Оръжие на пехотата

#### Реактивни и динамореактивни ръчни противотанкови гранатомети
- Сред най-известните проекти на „лекото“ Оръжие-чудо (официално никога не причислявано към тази категория, освен от следвоенните историци) са противотанковите гранатомети Panzerschreck и Panzerfaust.

Прилагането на ръчни гранатомети нанася огромни загуби на бронетанковите войски на антихитлеристката коалиция особено при атаки в градски условия.

#### Стрелково оръжие
- Автомат StG-44
- Винтовка FG-42
- Винтовка G-41/43

#### Ръчни гранати, мини и фугаси
Радиоуправляеми фугаси, различни видове мини и гранати са разработени и успешно изпитани, но отхвърлени поради некомпетентност от бюрокрацията на Третия райх.
Масовото въоръжаване на личния състав на Вермахта с гореспоменатите образци автоматични оръжия, съчетано с нощни прицели и заглушители, както и наличието на ръчни картечници и гранатомети на ниво отделение-взвод, би направило на практика немските сухопътни войски непобедими.

### Противотанкови управляеми ракетни снаряди (ПТУРС)
- Противотанкова управляема ракета X-7 (Rotkappchen)
- Противотанкова управляема ракета Rumpelstilzchen
- Противотанкова управляема ракета Rochen-1000
- Противотанкова управляема ракета Rochen-2000
- Противотанкова управляема ракета Flunder

Масовото приложение на тези ПТУРС с обхват на действие срещу танкове и САУ от 1000 до 3000 m при отбрана, би затруднило до известна степен операциите на танковите сили на антихитлеристката коалиция.

### Бомбово и торпедно въоръжение
- Управляеми бомби Henschel Hs 293/294/295/296/297/298 (от август 1943 г.). Съюзниците ефективно заглушават радиоканалите за управление на бомбите, а техните самолети-носители, неспособни да предприемат маневра по време на атаката, са сваляни от ескортиращите изтребители.
- Крилата ракета Фау-1 (от юни 1944 г.).
- Ракета Фау-2. Ефективността на тази ракета е била изключително ниска – имала е малка точност на попадение (в окръжност с диаметър 10 km попадали само 50% от изстреляните ракети) и ниска надеждност (от 4300 стартирали ракети, над 2000 избухват още при старта или излизат от строя по време на полет). Според различни източници, изстреляните за 7 месеца срещу Лондон 2000 ракети са причинили смъртта на над 2700 души в Англия (или средно една ракета е отнела не повече от един-два човешки живота).
- Планиращо торпедо L 10 Fridenzengel (LT 950). Това 950-килограмово торпедо представлява истински планер с окачено обикновено торпедо, към което на 10-метров кабел е закрепен специален датчик. След изстрелване от носителя, Fridenzengel планира към целта. Когато датчикът докосва водата, торпедото се отделя от планера, като по този начин се осигурява правилния ъгъл на неговото навлизане във водата. През 1944 г. са проведени успешни изпитания, а като самолет-носител е използван Messerschmitt Me 410A.[5]

### Танкове
- Тежък танк Panzerkampfwagen VII Löwe (проект)
- Тежък танк E-75 (проект)
- Свръхтежък танк Panzerkampfwagen VIII Маус с тегло 180 тона (2 прототипа, 1943 г.)
- Свръхтежък танк E-100 с тегло 140 тона (успешно е сглобено само шасито)
- Свръхтежък танк Ratte с тегло 1000 тона[6]
- Свръхтежък танк Landkreuzer P. 1500 Monster с тегло 1500 тона[7] (хипотетични проекти – не са разглеждани сериозно).

Прилагането на тези танкове теоретично би спомогнало за победа при тактически операции (особено при отбрана), благодарение на ниската си уязвимост и голямата огнева мощ, позволяващи сигурно поразяване на всички видове противникови танкове, участващи дотогава във войната, от огромна дистанция (до 3 и повече километра). Въпреки това, заради високата себестойност и сложността на производството на тези машини, както и логистичните затруднения с техните стратегически и тактически дислокации, малкото количество тежки и свръхтежки танкове, което е могла да си позволи Германия (не превишаващо стотина единици), не оказва влияние върху хода на войната. Появата на нови ефективни танкове като ИС-3 и М26 в арсенала на съюзниците вероятно би осуетило напълно тази германска програма.

### Подводници
- Свръхскоростни подводници серия XVII/XXVI с двигател на Валтер.
- Подводници серия XXI/XXIII (Elektroboot).

През периода 1943-44 г. противолодъчната отбрана на съюзниците достига такова ниво, че малко немски подводници успяват да потопят дори един кораб и даже да се завърнат от първия си поход. Масовото внедряване на бързоходни и малошумни подводници от нов тип би разбило схемата на действие на противолодъчните сили на съюзниците, би нанесло щети на океанските им комуникации и затруднило прехвърлянето на войски и снаряжение в Европа. Въпреки това, по-нататъшното развитие на съюзническата противолодъчна отбраната, както качествено (създаване на нови сонари, самонасочващи торпеда като Mark 24 FIDO и т.н.), така и количествено (въвеждането в експлоатация на десетки нови кораби), не би позволило на този проблем да придобие опасен характер.

### Фосфорно-органични отровни вещества
До края на войната индустриалните автоматизирани химически инсталации за производство на табун и зарин са почти напълно завършени. В процес на изследвания е бил E-600. Подготвяло се производството на още по-мощни отрови като зоман.
Масовото прилагане на нови бойни отровни вещества би могло да даде предимство в тактически операции, а в случай на прилагане на такива в бойните глави на балистични ракети, би могло да доведе дори до психологически победи над врага. Въпреки това, поради малката вероятност за постигане на значителен ефект с помощта на подобни капризни оръжия, както и на значителното превъзходство на съюзниците в стратегическата авиация, притежаваща широки възможности за доставка химическо оръжие на територията на Германия, всяка възможност за химическа война е било неизгодна за райха поради това, че тя не би довела до значителен военен резултат, а ответните действия на съюзниците щяха да са значително по-мащабни.

### Опит за създаване на ядрено оръжие
- Реактор B VIII. Според непотвърдени данни, немските ядрени учени все пак успяват да обогатят уран и да изготвят действащ модел на ядрено взривно устройство с непълна верижна реакция и тротилов еквивалент от около 100 тона.

Косвени доказателства са работата на немските учени в съветската програма за обогатяване на уран и разработения от тях пълен процес на обогатяване на уран (чрез центрофугиране). В Германия сериозно внимание на тези проекти започва да се обръща чак към средата на войната, но финансирането им е изключително оскъдно, а и страната не притежава необходимите запаси от уран. Некомпетентната нацистка върхушка също изпуска шанса да се сдобие с ядрено оръжие, поради недоверието си във възможността за неговото създаване. Шпеер пише, че във връзка с въвеждането на ембарго върху доставките на волфрам от Португалия през лятото на 1943 г., уранът се използва за производството на ядра на бронебойни подкалибрени снаряди. През есента на 1942 г. работите по проекта за атомна бомба официално са сведени до минимум, но учените продължават с разработването на ядрени корабни реактори. През 1945 г. германците са много близо до създаването на реактор (три години по-късно от американците), но немската експериментална инсталация така и не влиза в експлоатация.

Според изявленията на немския историк и изследовател на ядрените проекти на Третия Райх Райнер Карлш, през пролетта на 1945 г. нацистите не само създават ядрено оръжие, но и го изпробват, взривявайки експериментални заряди на балтийския остров Рюген. В интервю за вестник Комсомольская правда той казва следното:
„Те (нацистите) наричали бомбата Wunderwaffe, означаващо Оръжие-чудо. Нейният взрив води до тотални разрушения в радиус от петстотин метра. Загиват стотици военнопленници, използвани като „опитни зайци“. („Комсомольская правда“, 17 март 2005 г.)
Тази малко вероятна версия е опровергана от немски изследователи през 2006 г., които не откриват признаци на радиоактивност на нито едно от посочените места..

### Други
- Уред за нощно виждане (стационарни и преносими).

Подземно бойно средство
Съществуват предположения, че в края на Втората световна война е изпитвано подземно-подводно бойно средство Midgard-Schlange („Змеят на Мидгард“). В проектите приложението на тази машина е представяно като стратегическо средство за диверсии по британските пристанища.
Основните причини за поражението на Германия във войната са скептичното отношение към научно-техническия прогрес, избиването на видни технически и военни специалисти, нечовешката жестокост спрямо народите в окупираните територии (довело до силна партизанска съпротива), илюзорните надежди за светкавична война срещу СССР и победа в рамките на няколко месеца, всеобщото подценяване на противниците по идеологически причини и нежеланието на немската армия да се бие до смърт. Тоталната милитаризация на икономиката на Германия е завършена едва към средата на 1943 г., докато СССР я постига успешно още през първата половина на 1942 г.

## В компютърните игри
- В играта Call of Duty: World at War присъства Wunderwaffe DG-2 – електрическа винтовка, създадена от хитлеристките учени. Среща се само в зомби режима на играта и се използва срещу зомбита и то доста ефективно.